# Àlgebra
|  | Aquest article tracta sobre la branca matemàtica. Vegeu-ne altres significats a «Àlgebra (desambiguació)». |

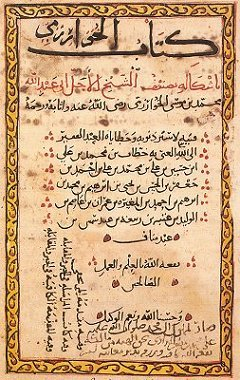
Una pàgina del llibre d'Al-Khwarizmi que va donar nom a l'àlgebra

L'àlgebra és una de les principals branques de les matemàtiques juntament amb la geometria, l'anàlisi i la teoria de nombres. L'àlgebra es pot considerar com una generalització i extensió de l'aritmètica. El terme prové de l'àrab al-jabr (الجبر) i significa "restauració", i és part del títol d'un tractat de l'any 830 escrit pel matemàtic persa Muhàmmad ibn Mussa al-Khwarazmí: Al-Kitab al-muhtasar fi hirab al-jabr wa-l-muqabala ("Llibre condensat del càlcul per restauració i reducció").
El camp pot dividir-se temptativament en: 
- Àlgebra elemental. Això inclou, entre d'altres, l'ús de símbols, conjunts, variables, la definició d'expressions matemàtiques com ara funcions o polinomis i la seva factorització (determinació de les seves arrels). Aquest últim problema, més conegut com a resolució d'equacions polinomials, se sol considerar l'objectiu final de l'àlgebra clàssica, i de fet el teorema fonamental de l'àlgebra en garanteix la factibilitat.
- Àlgebra computacional, on es recullen els algorismes per a la manipulació d'objectes matemàtics.
- Àlgebra abstracta, també anomenada a vegades àlgebra moderna, on es defineixen axiomàticament, entre d'altres, les estructures algebraiques de grup, anell i cos. Inclou, entre altres:
  - Àlgebra lineal, on s'estudien les propietats específiques dels espais vectorials (incloent matrius).
  - Àlgebra universal, on s'estudien de forma general els sistemes formats per un conjunt i una col·lecció d'operacions sobre ell.
  - Geometria algebraica, que combina l'àlgebra abstracta amb la geometria.

## Història

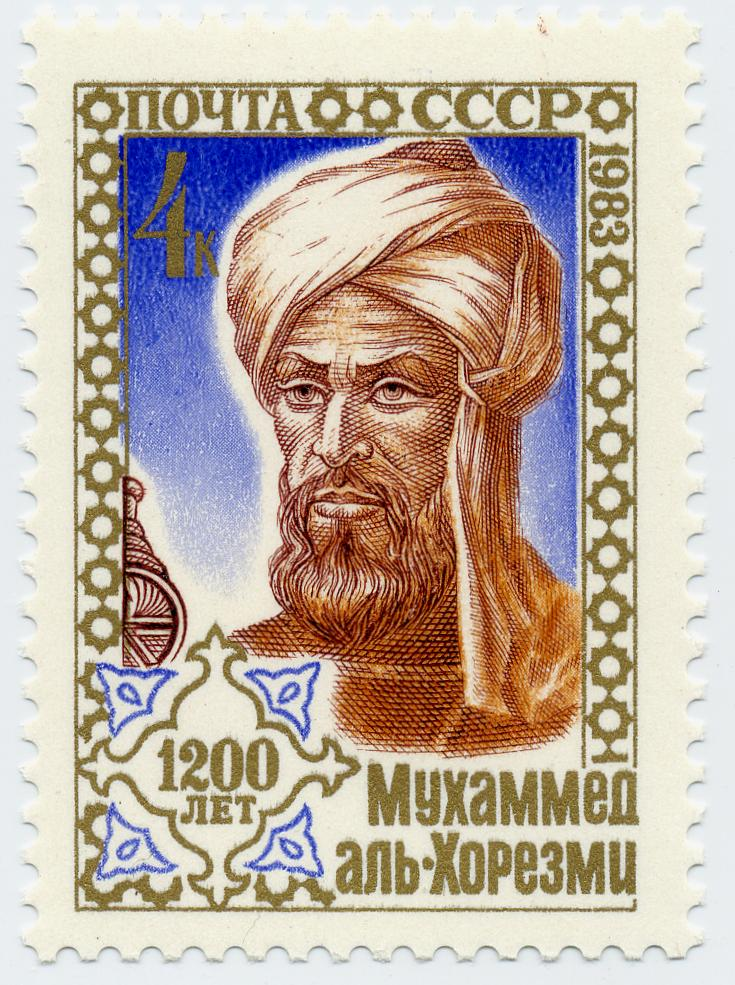
Segell emès l'any 1983 a la Unió Soviètica, en commemoració (aproximada) del 1200è aniversari d'al-Khwarazmí.

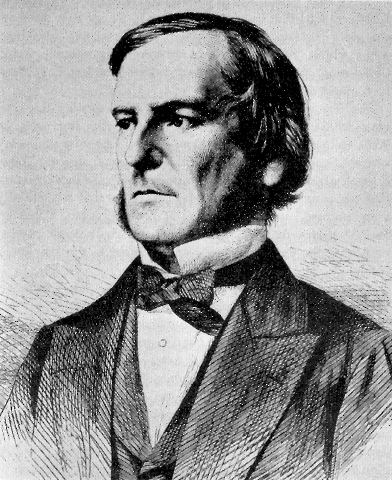
George Boole

Tot i que la paraula "àlgebra" ve de la paraula àrab (al-jabr, الجبر)), els seus orígens es troben a l'antiga Babilònia, on es va desenvolupar un sistema aritmètic avançat amb què podien fer càlculs d'estil algebraic. Fent servir aquest sistema eren capaços d'aplicar fórmules i calcular les solucions per a valors desconeguts per a una classe de problemes que avui típicament es resolen emprant equacions lineals, equacions quadràtiques, i equacions lineals indeterminades. En canvi, la majoria de matemàtics egipcis d'aquesta era, i molts matemàtics indis, grecs i xinesos durant el primer mil·lenni a. C., normalment resolien aquestes equacions per mètodes geomètrics, com els que es descriuen al papir Rhind, el Sulba Sutras, els Elements d'Euclides, i a Els nou capítols de les arts matemàtiques (九章算术). El treball geomètric dels grecs, com en el cas clàssic dels Elements, proporcionava l'estructura per generalitzar fórmules més enllà de la solució de problemes particulars a sistemes generals d'establir i resoldre equacions.
Els matemàtics grecs Heró d'Alexandria i Diofant continuaren les tradicions d'Egipte i Babilònia, però el llibre de Diofant Arithmetica és d'un nivell molt més alt. Posteriorment, els matemàtics àrabs i musulmans van desenvolupar mètodes algebraics amb un grau molt més alt de sofisticació. Encara que el Diofant i els babilonis feien servir principalment mètodes especials ad hoc per resoldre equacions, Al-Khwarazmí va ser el primer a resoldre equacions fent servir mètodes generals. Va resoldre les equacions indeterminades lineals, equacions quadràtiques, equacions indeterminades de segon ordre i equacions amb múltiples variables.
Al-Khuwarizmí va escriure dos llibres fonamentals per l'àlgebra:
- A Kitab al-jam'wal tafriq bi hirab al-Hind ("Llibre de la suma i de la resta segons el mètode dels hindús") va proposar una nova forma d'operar a la tradicional de l'àbac, i va costar molt que s'acceptés. El mètode és el que s'utilitza avui en dia per ensenyar els nens a sumar: per tal de sumar {\displaystyle 24+5}, es col·loquen els dos nombres un a sota l'altre i se sumen, primer les unitats, després les desenes.
- Al llibre esmentat anteriorment, Al-Kitab al-muhtasar fi hirab al-Jabr wa-l-muqabala ("Llibre condensat del càlcul per restauració i reducció") es proposen dues tècniques, que serien la base de l'àlgebra: al-jabr (restaurar) era recol·locar les coses "correctament", és a dir, si per exemple es tenia l'equació {\displaystyle 3x+2=4-2x}, s'havia de passar a {\displaystyle 3x+2+2x=4}. L'altra operació, al-muqabala (reduir) consistia a treure quantitats iguals: si per exemple, es tenia {\displaystyle 5x+2=2+2}, aquesta equació era equivalent a {\displaystyle 5x=2}.[4]

A la paraula "àlgebra" ve de la paraula Àrab "al-jabr, الجبر", del títol del llibre al-Kitāb al-muḫtaṣar fī ḥisāb al-ğabr wa-l-muqābala, الكتاب المختصر في حساب الجبر والمقابلة, que vol dir Llibre condensat del càlcul per restauració i reducció, el 820. La paraula Al-jabr significa "reunió". El matemàtic Diofant s'ha conegut tradicionalment com el "pare d'àlgebra" però en temps més recents hi ha hagut molt debat sobre si Al-Khwarizmí, que va fundar la disciplina d'al-jabr, és qui mereix aquest títol. Aquells que donen suport a Diofant senyalen el fet que l'àlgebra que es troba a Al-Jabr és lleugerament més elemental que l'àlgebra que es troba en Arithmetica i que Artihmetica està sincopada mentre que Al-Jabr és completament retòrica Els que donen suport a Al-Khwarizmi senyalen el fet que introduïa els mètodes de "reducció" i "equilibratge" (la transposició de termes restant a l'altre costat d'una equació, és a dir, la cancel·lació de termes iguals en els dos costats de l'equació) que és ço a què originalment es referia el terme al-jabr, i que va donar una explicació exhaustiva de com solucionar equacions quadràtiques, suportades per demostracions geomètriques, mentre que tracta l'àlgebra com una disciplina independent per dret propi. La seva àlgebra a més ja no consistia en "una sèrie de problemes per ser resolts, sinó una exposició que comença amb termes primitius tals que les seves combinacions han de donar tots els possibles prototipus d'equacions, els quals, a partir d'aquí constitueixen explícitament el veritable objecte d'estudi." També estudiava les equacions per si mateixes i "amb una conducta genèrica, en la mesura que no emergeix simplement durant la resolució d'un problema, sinó que es busca específicament definir una classe infinita de problemes."
El matemàtic persa Omar Khayyam va desenvolupar geometria algebraica i va trobar la solució geomètrica general de l'equació cúbica. Un altre matemàtic persa, Xàraf-ad-Din at-Tussí, va trobar solucions algebraiques i numèriques de diversos casos d'equacions cúbiques. També va desenvolupar el concepte de funció. El matemàtic català Savasorda és el primer a donar la fórmula que soluciona de manera completa l'equació de segon grau. Els matemàtics indis Mahavira i Bhaskara II, el matemàtic persa Al-Karají, i el matemàtic xinès Zhu Shijie, va resoldre diversos casos de cúbiques, quàrtiques, quíntiques i equacions polinòmiques d'orde superior fent servir mètodes numèrics.
La manipulació algebraica de polinomis i equacions polinòmiques emprant llistes ordenades de coeficients es troba per primera vegada a la història al manuscrit 71 del Monestir de Sant Cugat escrit entre el 1500 i el 1530. És un tractat d'aritmètica i àlgebra escrit en català per un autor anònim però s'atribueix amb molta probabilitat al matemàtic mallorquí Joan Ventallol.
Un altre esdeveniment clau en el posterior desenvolupament de l'àlgebra va ser la solució algebraica general de les equacions cúbiques i quàrtiques, desenvolupades a mitjans del segle xvi. El concepte de determinant va ser desenvolupada pel matemàtic japonès Kowa Seki al segle xvii, seguit per Gottfried Leibniz deu anys més tard, a l'efecte de resoldre sistemes d'equacions lineals simultànies fent servir matrius. Gabriel Cramer també va fer alguns treballs sobre matrius i determinants al segle xviii. L'àlgebra abstracta es desenvolupava al segle xix, inicialment centrant-se en el que ara s'anomena ara teoria de Galois, i en assumptes de nombres construïbles.

## Àlgebra elemental
En l'àlgebra elemental, els nombres es representen emprant símbols (com ara a, x, o y). Això és útil perquè:
- Permet la formulació general de les lleis de l'aritmètica (com ara a + b = b + a per a tot a i b) i, per tant, és un primer pas per l'estudi sistemàtic de les propietats dels nombres.
- Permet fer referència a nombres "desconeguts" (o "incògnits" anomenats incògnites), això permet la formulació d'equacions i l'estudi dels mètodes de resolució (per exemple, "Trobeu un nombre x tal que 3x + 1 = 10").
- Permet fer referència a nombres que en formular-se un problema seran coneguts però en estudiar-lo es tracten de manera genèrica. Els símbols que representen aquest nombres se'n diu constant. Per exemple "per calcular l'ingrés que s'obté en vendre x quilos de tomates a un preu constant p s'aplica la fórmula px".
- El fet d'emprar símbols per representar variables i constants permet la formulació de funcions matemàtiques (com ara "Si es revenen x entrades per una partit del Barça, llavors el benefici serà 30x − 10 euros, o f(x) = 30x − 10, on f és la funció que a cada nombre d'entrades venudes li fa correspondre el nombre d'euros de benefici obtingut, x és el nombre al que s'aplica la funció.").

### Equacions
Una equació és una igualtat entre expressions matemàtiques que només és certa per a certs valors de les variables que formen aquestes expressions. Aquestes variables s'anomenen normalment incògnites. Els valors que poden prendre les incògnites que fan que l'expressió sigui certa s'anomenen solucions de l'equació i solucionar una equació vol dir trobar aquests valors.
Les solucions que té (o admet) una determinada equació depenen de l'equació i del conjunt al que han de pertànyer els elements representats per les incògnites. Per exemple, l'equació:
{\displaystyle x^{2}=4\,}
Només admet una solució (x = 2) si la incògnita pertany al conjunt dels nombres naturals, en canvi si pertany al conjunt dels nombres enters, llavors n'admet dues (x = 2 i x = -2).
Per exemple l'equació:
{\displaystyle x^{2}+16=y^{2}\,}
Si x i y són nombres naturals només admet la solució x= 3 i y = 5 mentre que si poden ser nombres reals admet infinites solucions, x pot valer qualsevol nombre real i per cada un d'aquest nombres reals hi haurà dos valors de la incògnita y que faran que la igualtat sigui certa i, per tant, juntament amb el valor de x seran solucions de l'equació. En concret els valor de y han de ser:
{\displaystyle y=\pm {\sqrt {x^{2}+16}}\,}
Dues equacions es diu que són equivalents si admeten les mateixes solucions.
Per exemple 2x = 2 i x - 1 = 0 són dues equacions equivalents perquè totes dues admeten com a única solució x = 1.
Les equacions es poden classificar seguint diversos criteris:
En funció del nombre d'incògnites: equació d'una incògnita, equació de dues incògnites ...
En funció del conjunt al qual pertanyen les incògnites: equacions diofàntiques si les incògnites han de ser nombres enters, equacions funcionals si les incògnites són funcions. Si les incògnites són nombres reals les equacions no tenen cap nom específic.
En funció del nombre de solucions que admeten. Si l'equació no admet cap solució es diu equació incompatible, si en té un nombre finit es diu equació determinada i si en té infinites es diu equació indeterminada. Si tots els valors possibles de les incògnits són solucions de l'equació llavors en comptes de dir-se equació es diu que és una identitat.
Si l'equació és equivalent a una altra on una fórmula s'iguala a zero, llavors es classifiquen segons el tipus de fórmula. Si la fórmula és un polinomi llavors es diu que és una equació polinòmica i que és de grau igual al grau del polinomi. Si la fórmula conté arrels es diu que és una equació irracional, si té exponencials es diu equació exponencial si té logaritmes es diu equació logarítmica, si té funcions trigonomètriques es diu que és una equació trigonomètrica.

### Polinomis
Es pot definir polinomi d'una variable o polinomi amb una indeterminada com una llista finita d'elements d'un conjunt que té definides les operacions de sumar i multiplicar amb unes propietats com les de la suma i la multiplicació en els nombres naturals amb la condició que l'últim element de la llista sigui diferent de zero. Així, la llista:
{\displaystyle \left(a_{0},a_{1},a_{2},\ldots ,a_{n}\right)}
és un polinomi. Els nombres ai es diuen coeficients. Depenent del conjunt a què pertanyin els coeficients es diu que el polinomi és amb coeficients en el conjunt en qüestió. Per exemple polinomi amb coeficients naturals, enters, racionals, reals,...
El nombre n es diu el grau del polinomi, com que al primer coeficient li correspon el zero el grau és el nombre de coeficients menys 1. Del coeficient ai se'n diu el coeficient de grau i. Per això es pot dir que el grau del polinomi és el grau del coeficient de grau més gran.
Una forma de representar els polinomis és presentar-los com una suma de termes, cada terme es construeix multiplicant el coeficient ai per una indeterminada (anomenada també variable) elevada a la potència i (que normalment es designa amb la lletra x però que es pot designar amb qualsevol altre). El coeficient a0 es pot multiplicar per la indeterminada elevada a zero o per 1 i no escriure la indeterminada. Així s'identifica el polinomi:
{\displaystyle \left(a_{0},a_{1},a_{2},\ldots ,a_{n}\right)\equiv a_{0}+a_{1}x+a_{2}x^{2}+\ldots +a_{n}x^{n}}
En aquesta representació si un coeficient és igual a zero el terme corresponent s'omet. Les dues representacions són equivalents, la primera té l'avantatge de què fa èmfasis en el polinomi com un objecte abstracte mentre que la segona permet un enfocament més pedagògic lligant els polinomis amb el seu desenvolupament històric i amb les funcions polinòmiques.
Cada un dels termes s'anomena monomi, si un polinomi només té un terme, també s'anomena monomi. El polinomis que tenen dos termes s'anomenen binomis i els de tres trinomis.
El monomi de coeficient a0 s'anomena terme independent. El coeficient an s'anomena coeficient principal. Per definició el coeficient principal d'un polinomi no pot valer 0. Si el coeficient principal d'un polinomi val 1 es diu que el polinomi és un polinomi mònic o un polinomi normalitzat.
Un problema interessant en àlgebra és la factorització d'un polinomi, és a dir, expressar un polinomi donat com el producte d'altres polinomis. El polinomi x² + 2x − 3 es pot factoritzar com (x − 1)(x + 3). Un tipus de problema estretament relacionat amb aquest és trobar les expressions algebraiques de les arrels d'un polinomi d'un variable.

## Àlgebra abstracta
L'àlgebra abstracta estén els conceptes de l'àlgebra elemental, l'aritmètica i els nombres a conceptes més generals. En comptes de tractar amb tipus concrets de nombres tracta amb objectes abstractes que pertanyen a un conjunt sobre el qual es defineixen operacions. Igual com les operacions en els conjunts de nombres assignen un "resultat de l'operació" a algunes parelles d'elements del conjunt de nombres (els operands). En àlgebra abstracta es defineixen operacions que a algunes parelles d'elements del conjunt els assigne un resultat.
Són branques de l'àlgebra abstracta les teories de grups, d'anells i de cossos.

### Teoria de grups
Un grup és una estructura algebraica que consta d'un conjunt juntament amb una operació que combina qualssevol parella dels seus elements per formar un tercer element. Perquè es pugui qualificar com un grup, el conjunt i operació han de satisfer unes quantes condicions anomenades axiomes de grup, aquestes condicions són: tenir la propietat associativa, tenir element identitat i element invers. Mentre que aquestes característiques són familiars a moltes estructures matemàtiques, com ara els diferents sistemes de nombres (per exemple els enters dotats de l'operació d'addició formen una estructura de grup) la formulació dels axiomes se separa de la natura concreta del grup i el seu funcionament. Això permet, en àlgebra abstracta i altres camps, manejar entitats d'orígens matemàtics molt diferents d'una manera flexible, mentre es conserven aspectes estructurals essencials de molts objectes. La ubiqüitat dels grups en nombroses àrees (tant dintre com fora de les matemàtiques) els converteix en un principi central entorn del qual s'organitzen les matemàtiques contemporànies.
Els conceptes que estudia la teoria de grups són:
- Els homomorfismes de grup. Són les funcions que conserven l'estructura del grup. Una funció a: G → H entre dos grups és un homomorfisme si l'equació a(g • k) = a(g) • a(k). es compleix per a tots els elements g, k de G, és a dir el resultat és el mateix tant si es fa l'operació de grup abans com si es fa després d'aplicar la funció a.
- Els subgrups. Informalment, un subgrup és un grup H contingut dins d'un grup més gran,[18] Concretament, l'element identitat de G està contingut a H, i sempre que h1 i h₂ siguin de H, llavors també ho seran h1 • h₂ i h1−1, així els elements d'H, equipat amb l'operació de grup en G restringida a H, formen un grup.
- Les classes laterals.
- Els grups quocient.

Són exemples de grup: Els enters amb l'addició (Z, +), Els racionals amb la multiplicació (Q, •), el grup cíclic, el grup de simetria, els grups de Galois o els grups de Lie.
L'operació de grup no ha de complir necessàriament la propietat commutativa,. Si la compleix llavors es parla de grups abelians.

### Teoria d'anells
Un anell és una estructura algebraica formada per un conjunt A d'elements on hi ha definides dues operacions binàries, habitualment anomenades suma (+) i producte (·) (tot i que no són necessàriament la suma i el producte habituals dels nombres reals) i que tenen les mateixes propietats que els nombres enters. El conjunt amb la primera operació ha de ser un grup abelià i la segona operació ha de tenir la propietat associativa (no necessàriament la commutativa) i la propietat distributiva respecte de la primera operació.

### Teoria de cossos
Un cos és un anell en el qual a més de les propietats d'anell, la segona operació és commutativa i admet element invers. És una estructura algebraica on es poden efectuar la suma, resta, multiplicació i divisió (llevat de la divisió per 0), i en la qual se satisfan certes lleis. Exemples en són el conjunt dels nombres reals, els nombres complexos o els nombres racionals.

## Àlgebra lineal
L'àlgebra lineal és la branca de l'àlgebra que tracta dels espais vectorials. Inclou l'estudi de les aplicacions lineals, les matrius i els sistemes d'equacions lineals.

### Espais Vectorials
Un espai vectorial és un conjunt en el qual estan definides les operacions de suma entre elements del conjunt i de producte d'un element del conjunt per un element d'un cos (els nombres reals, per exemple), de manera que el resultat d'aquestes operacions segueix pertanyent al conjunt. Tot i que l'aplicació més evident dels espais vectorials és la geometria (considerem els punts de l'espai o del pla com a vectors, o elements d'un espai vectorial), molts altres objectes formen també espais vectorials i és útil considerar-los com a tals.
Per exemple, les funcions reals (o sigui, funcions que transformen cada nombre real en un altre nombre real, que són les usuals) formen un espai vectorial real, perquè la suma de dues funcions reals existeix i és una funció real i el producte d'una funció per un nombre real també és una funció real. A més, es pot comprovar que algunes operacions usuals sobre funcions com la derivació i la integració són transformacions lineals.

### Aplicacions lineals
La relació entre dos espais vectorials es pot expressar per una aplicació lineal o transformació lineal. Són funcions que respecten l'estructura d'espai vectorial és a dir, conserven les sumes i les multiplicacions per un escalar:
ƒ(x + y) = ƒ(x) + ƒ(y) and ƒ(a · x) = a · ƒ(x) for all x and y in V, all a in F.

### Matrius

Una matriu

Les matrius són una noció útil per codificar les aplicacions lineals. S'escriuen com una taula rectangular d'escalars com per exemple a la imatge a la dreta. Qualsevol matriu de m-per-n es correspon a una aplicació lineal de Fn en Fm, de la següent manera
{\displaystyle \mathbf {x} =(x_{1},x_{2},\cdots ,x_{n})\mapsto \left(\sum _{j=1}^{n}a_{1j}x_{j},\sum _{j=1}^{n}a_{2j}x_{j},\cdots ,\sum _{j=1}^{n}a_{mj}x_{j}\right)}, on {\displaystyle \sum } vol dir sumatori,
o, fent servir el producte matricial de la matriu A pel vector de coordenades x:
x ↦ Ax.
A més fent aquesta assignació, una vegada triades les bases de V i W, qualsevol aplicació lineal ƒ : V → W té una representació matricial única.

El volum d'aquest paral·lelepípede és el valor absolut del determinant de la matriu 3-per-3 formada pels vectors r_{1}, r₂, i r₃.

### Determinants
El determinant det (A) d'una matriu quadrada A és un escalar que indica si l'aplicació associada és un isomorfisme o no: perquè ho sigui és suficient i necessari que el determinant corresponent sigui diferent de zero. La transformació lineal de Rn que correspon a una matriu de n-per-n real preserva l'orientació si i només si el determinant és positiu.

## Altres estructures anomenades àlgebres
En matemàtiques hi ha estructures que en el seu nom empren la paraula àlgebra, per exemple:
- Àlgebra de Boole
- σ-àlgebra
- Àlgebra de Lie
- Àlgebra de Heyting
- Àlgebra diferencial
- Àlgebra sobre un conjunt
- Àlgebra sobre un anell
- Àlgebra sobre un cos